# MacOS Big Sur
macOS Big Sur (versão 11.0) é a décima sétima versão do macOS, o sistema operacional da Apple Inc. para computadores Macintosh. É o sucessor do macOS Catalina (versão 10.15) e sucedida pelo macOS Monterey, e foi anunciado na Conferência Mundial de Desenvolvedores da Apple em 22 de junho de 2020, com lançamento público oficial em 12 de novembro de 2020. Tem o nome da região costeira de Big Sur, na costa central da Califórnia.
O macOS Big Sur apresenta um grande redesenho da interface do usuário e foi projetado para aproveitar as vantagens dos processadores ARM projetados pela Apple em futuros Macs. Pelos Macs baseados em ARM, que dará suporte à execução de aplicativos para iOS e iPadOS.
Em um gesto simbólico que acompanha a transição da linha de Macs da Apple para seus próprios processadores desenvolvidos pela Apple, o número da versão principal do sistema operacional foi aumentado de 10 para 11 pela primeira vez desde o lançamento do beta público do Mac OS X em 2000, tornando a nova versão lançada como a de número 11.0 e não 10.16, como previsto anteriormente.

## História de desenvolvimento
Dando algumas pistas sobre como o sistema operacional de pré-lançamento era visto internamente na Apple durante seu ciclo de desenvolvimento, a documentação que acompanha o lançamento beta inicial do macOS Big Sur se refere à sua versão como "10.16" e ao atualizar para a versão beta anterior versões do macOS que usam o mecanismo de atualização de software, a versão referida era "10.16", com exceção do Developer Transition Kit, que sempre relatou a versão do sistema como "11.0". A partir do macOS Big Sur Beta 3, a versão do sistema é relatada como "11.0" em todos os Macs que executam o beta.

## Requisitos de sistema
Ao contrário do macOS Catalina, que era compatível com todas as configurações padrão do Mac suportadas pelo Mojave, Big Sur descarta o suporte para vários Macs lançados em 2012 e 2013. Big Sur é executado nos seguintes Macs: 
- MacBook : início de 2015 ou mais recente
- MacBook Air : meados de 2013 ou mais recente
- MacBook Pro : final de 2013 ou mais recente
- Mac Mini : final de 2014 ou mais recente
- iMac : meados de 2014 ou mais recente
- iMac Pro
- Mac Pro : final de 2013 ou mais recente
- Kit de transição do desenvolvedor (2020)

## Mudanças

### Design
O macOS Big Sur apresenta uma atualização do design da interface do usuário, descrita pela Apple como a maior mudança desde a introdução do Mac OS X. O sistema operacional introduz refinamentos à interface, como translucidez e uma nova paleta de cores. Todos os aplicativos padrão, assim como o Dock e a Barra de Menu, foram reprojetados e simplificados. Os ícones do aplicativo também foram reprojetados para parecerem mais semelhantes aos do iOS e iPadOS. Comparado ao iOS, os ícones de Big Sur incluem mais sombras e destaques para dar uma aparência tridimensional. Sua estética foi descrita como "neumorfismo", fusão entre neomorfismo e  esqueuomorfismo . Os sons do sistema também foram recriados.
O novo sistema operacional também traz maior integração com o SF Symbols, da Apple, permitindo um uso mais fácil por desenvolvedores terceirizados como elementos de interface do usuário para seus aplicativos por meio do UIKit, o que torna possível unificar aplicativos de terceiros com a linguagem de design existente feita pela Apple.

### Interface

#### Centro de Controle
Uma interface com alternância rápida para Wi-Fi, Bluetooth, brilho da tela e volume do sistema foi adicionada à barra de menu. Essa interface é funcional e visualmente semelhante ao Control Center no iOS e iPadOS .

#### Central de Notificações
A Central de Notificações foi redesenhada, apresentando notificações interativas e uma interface de usuário transparente. Ela também apresenta um novo sistema de widgets semelhante ao do iOS 14, exibindo mais informações com mais personalização do que anteriormente disponível.

### Sistema

#### Suporte para processadores projetados pela Apple
O macOS Big Sur marca o início da transição da linha de computadores pessoais Macintosh da Apple dos processadores baseados em Intel x86-64 para os processadores baseados em ARM64 da Apple, conhecidos como "Apple Silicon". O chip mencionado em vídeos de demonstração, e usado no Developer Transition Kit, é o A12Z Bionic, que é o mesmo chip usado no 2020 iPad Pro . Esta é a primeira versão do macOS a oferecer suporte a Macs baseados em ARM, embora a Apple tenha declarado que daria suporte a Macs Intel "por muitos anos". A maioria do software que não concluiu a transição para o silício da Apple pode usar Rosetta 2, uma atualização de um emulador utilizado pela primeira vez durante a transição do PowerPC para o Intel x86 .

#### Suporte para aplicativos iOS e iPadOS
Em Macs baseados em silício da Apple, o macOS Big Sur rodará aplicativos iOS e iPadOS de forma nativa e sem nenhuma modificação necessária dos desenvolvedores.

#### Volume do sistema assinado
O volume do sistema é assinado criptograficamente para evitar violação. Isso inclui adicionar um hash SHA-256 para cada arquivo no volume do sistema.

#### Atualizações de software
As atualizações de software podem começar em segundo plano antes de uma reinicialização, exigindo menos tempo de inatividade para ser concluído. Como os arquivos do sistema são assinados criptograficamente, o software de atualização pode confiar que eles estejam em locais precisos, permitindo assim que sejam atualizados com eficácia no local.

#### Spotlight
O Spotlight, mecanismo de indexação e pesquisa do sistema de arquivos introduzido pela primeira vez no Mac OS X 10.4 Tiger, é mais otimizado para velocidade e a interface foi refinada. Além disso, o Spotlight agora é o mecanismo de pesquisa padrão em vários aplicativos, incluindo Safari, Pages e Keynote.

#### Time Machine
O Time Machine, o mecanismo de backup do sistema operacional introduzido pela primeira vez no Mac OS X 10.5 Leopard, agora pode fazer backup em unidades formatadas em APFS (em versões anteriores do macOS, o Time Machine só podia fazer backup em unidades formatadas em HFS + ). As notas de versão beta do macOS 11 da Apple documentam que "os volumes de backup formatados por APFS agora são suportados para backups mais rápidos, compactos e confiáveis. Novos destinos de backup do Time Machine local e de rede são formatados como APFS por padrão. O Time Machine continuará fazendo backup para os volumes de backup HFS existentes. "

#### Encriptação
O macOS Big Sur oferece suporte à criptografia no nível do arquivo (esse recurso mais granular contrasta com a versão anterior do macOS, que dava suporte à criptografia apenas no nível de volumes inteiros). Em junho de 2020, esse recurso é conhecido por ser compatível com Macs baseados em Apple Silicon; não está claro se ele é compatível com Macs baseados em Intel.

### Outras mudanças
- Dicionários bilíngues em francês-alemão, indonésio-inglês, japonês-chinês simplificado e polonês-inglês
- Melhor entrada preditiva para usuários chineses e japoneses
- Novas fontes para usuários indianos
- Recurso "Ouça agora" de podcasts
- Destaque da linguagem de sinais do FaceTime
- O som de inicialização do macOS é ativado por padrão (ele tinha sido desativado por padrão nas versões recentes do macOS) e uma interface gráfica foi implementada para ativar / desativar manualmente essa funcionalidade, de acordo com a preferência do usuário

## Recursos do aplicativo

A página inicial do Safari 14 com a Wikipedia na lista de leitura.

### Safari
O Safari em Big Sur agora apresenta uma nova página inicial personalizável e um design de guia aprimorado. Além disso, as melhorias no Safari 14 incluem:
- Tradução integrada de páginas da web em inglês, espanhol, alemão, francês, russo, chinês e português. O recurso está atualmente em beta.
- Recursos de privacidade aprimorados, como "Relatório de privacidade"
- Monitoramento de senha; O Safari notificará o usuário se sua senha for comprometida
- Desempenho aprimorado e eficiência energética
- Gerenciamento de privacidade de extensão
- Suporte para API WebExtensions
- Visualizações de página
- Importação de senhas do Chrome
- O suporte para Adobe Flash Player foi removido

### Mensagens
O aplicativo Mensagens foi reescrito para ser baseado na tecnologia Catalyst da Apple. Isso permite que o aplicativo tenha paridade de recursos com sua contraparte iOS. Ao lado de um design refinado, o app de mensagens traz:
- Fixação de conversas para até nove conversas que são sincronizadas em iOS, iPadOS e macOS.
- Busca de mensagens
- Nome e compartilhamento de fotos
- Logotipos de fotos de bate-papo em grupo
- Menções a indivíduos
- Respostas inline
- Adesivos e editor de Memoji
- Um novo seletor de fotos
- Efeitos de mensagens localizadas para usuários na Índia

A Mac App Store mostrando a categoria Extensões para o Safari.

### Loja de aplicativos
Refinamentos e novos recursos da Mac App Store incluem:
- Uma seção dedicada às informações de privacidade de um aplicativo
- Uma nova categoria de extensões do Safari
- Widgets da Central de Notificação de Terceiros
- Compartilhamento familiar de assinaturas de aplicativos

### Fotos
- Novos recursos de edição
- Ferramenta de retoque aprimorada
- Novo recurso de zoom nas visualizações

### Mapas
- Panoramas interativos de 360 ° no nível da rua " Look Around ", implementados pela primeira vez na versão iOS 13 do Maps, foram incorporados à versão macOS do Maps.
- Disponibilidade de direções para ciclistas.
- Roteamento de veículos elétricos, com base na proximidade de estações de carregamento e monitoramento dos níveis de bateria (em modelos de carro selecionados).

## Histórico de lançamento
|  | Lançamento anterior |  | Lançamento atual |  | Beta atual |

| Versão              | Compilação | Data                   | Darwin | Notas de Lançamento                                                                                                   |
| ------------------- | ---------- | ---------------------- | ------ | --- |
| 11.0 beta 1         | 20A4299v   | 22 de junho de 2020    | 20.0.0 | Notas de versão do macOS Big Sur 11 Beta 1                                                                            |
| 11.0 beta 2         | 20A4300b   | 7 de julho de 2020     | 20.0.0 | Notas de versão do macOS Big Sur 11 Beta 2                                                                            |
| 11.0 beta 3         | 20A5323l   | 22 de julho de 2020    | 20.0.0 | Notas de versão do macOS Big Sur 11 Beta 3                                                                            |
| 11.0 beta 4         | 20A5343i   | 4 de agosto de 2020    | 20.0.0 | Notas de versão do macOS Big Sur 11 Beta 4                                                                            |
| 11.0 beta público 1 | 20A5343j   | 6 de agosto de 2020    | 20.0.0 | |
| 11.0                | 20A2411    | N/A                    | 20.1.0 | Pré-instalado no MacBook Air do final de 2020, MacBook Pro (13-polegadas) do final de 2020, Mac Mini do final de 2020 |
| 11.0.1              | 20B29      | 12 de novembro de 2020 | 20.1.0 | Lançamento público inicial                                                                                            |
| 11.1 beta           | 20C5048k   | 17 de novembro de 2020 |        | |